# Wimbledon (London)
 For alternative betydninger, se Wimbledon. (Se også artikler, som begynder med Wimbledon)
Wimbledon er en forstad sydvest for det centrale London i borough'et Merton.
Byen er især kendt for sin årlige internationale tennis-turnering, Wimbledon Championships, der begyndte helt tilbage i 1877. Siden 1968 har der også været adgang for professionelle.
Bydelen er også kendt for den tidligere fodboldklub Wimbledon F.C., og den nuværende fanbaserede klub AFC Wimbledon.
51°25′25″N 0°13′02″V / 51.4235°N 0.2171°V